# Aerogel

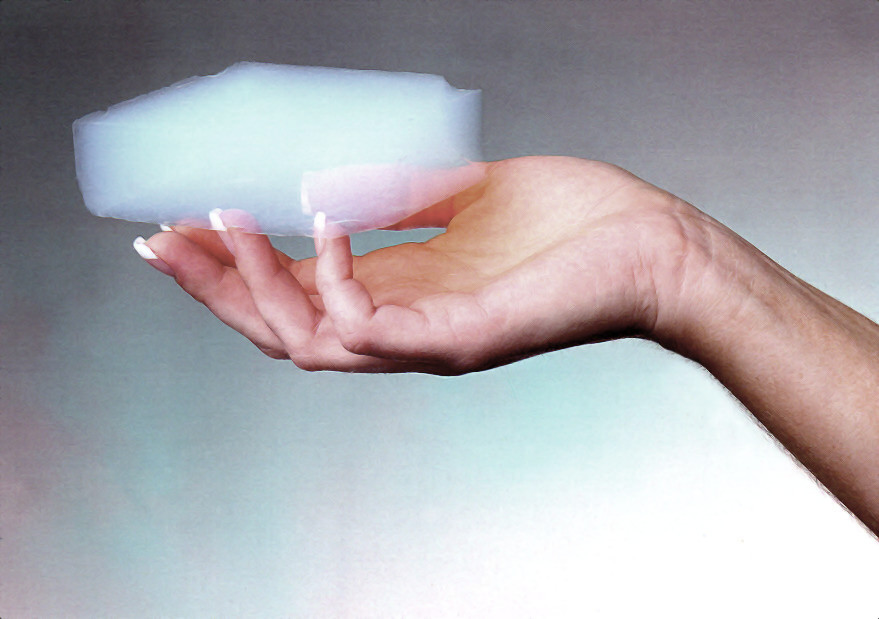
Một khối aerogel trên bàn tay

Note 1: Silica vi mao, thủy tinh vi mao, và zeolit là các ví dụ phổ biến về aerogel.

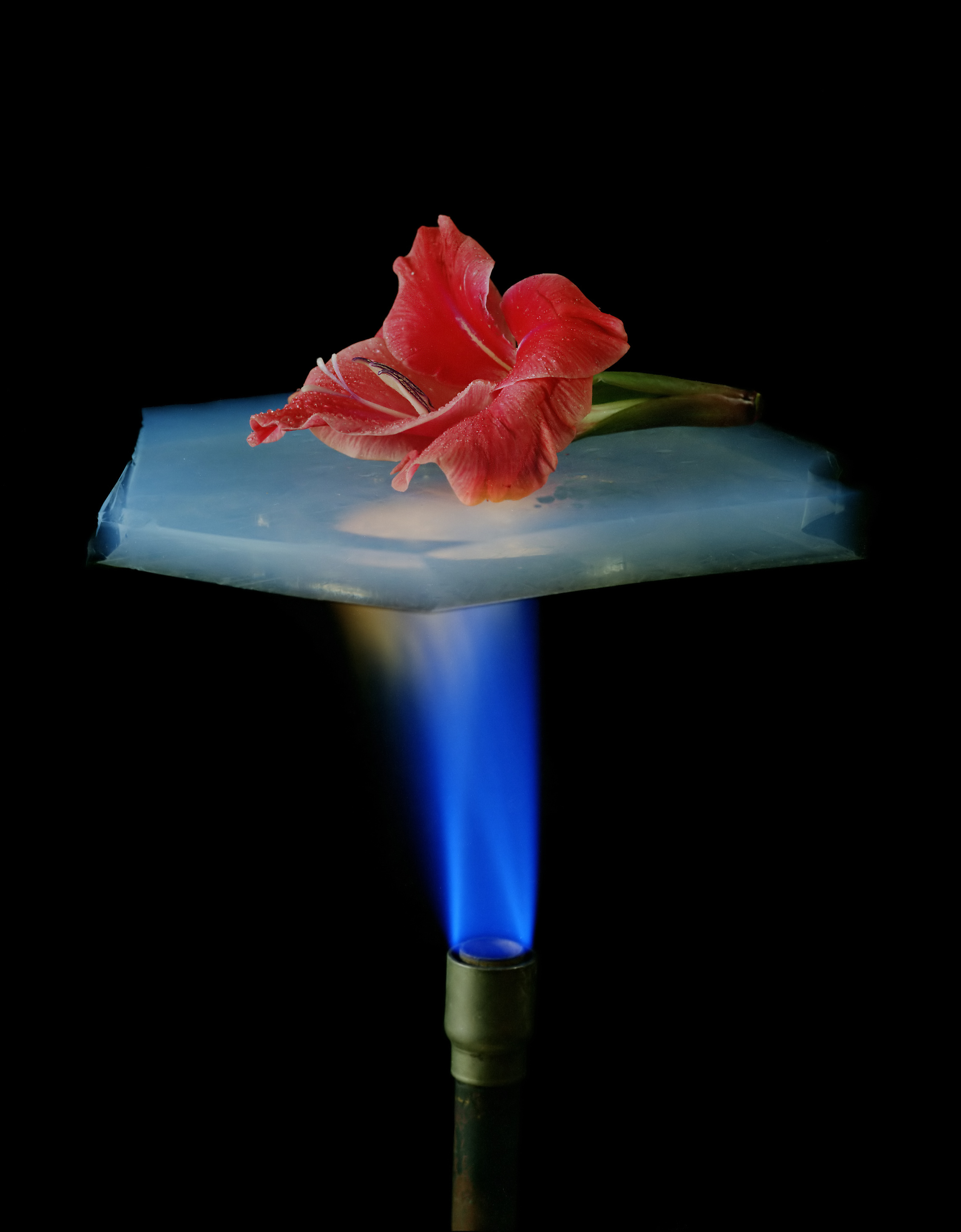
Aerogel cách nhiệt rất tốt, ngăn cách bông hoa phía trên và ngọn lửa từ đèn đốt Bunsen.

Aerogel là một vật liệu siêu nhẹ và xốp, được tổng hợp bằng cách thay thế chất lỏng trong gel bằng chất khí. Kết quả thu được là một chất rắn có khối lượng riêng cực thấp và độ dẫn nhiệt thấp. Aerogel có thể được làm từ nhiều loại hợp chất hóa học. Aerogel còn được gọi khói đông lạnh (frozen smoke), khói rắn, không khí rắn, đám mây rắn, khói xanh do hình thức bên ngoài trong mờ đã cho cảm nhận về vật liệu nhẹ.
Aerogel lần đầu tiên được Samuel Stephens Kistler tạo ra vào năm 1931, là kết quả của một đặt cược với Charles Learned về việc ai có thể thay thế chất lỏng trong "thạch" bằng chất khí mà không làm cho nó bị co rút lại.
Aerogel được sản xuất bằng cách tách thành phần chất lỏng ra khỏi gel thông qua quá trình sấy khô tới cực hạn. Phương pháp này cho phép chất lỏng được làm khô từ từ mà không làm sụp lưới chất rắn trong gel do hiện tượng mao dẫn.
Aerogel không có một vật chất được định danh với công thức hóa học cố định nhưng thuật ngữ này được sử dụng cho nhóm tất cả các vật liệu có cấu trúc hình học như đã biết.

## Các tính chất
Mặc dù rất nhẹ nhưng một vật làm bằng Aerogel có khả năng mang một vật khác có trọng lượng gấp 500 đến 4.000 lần trọng lượng của nó (90% thể tích là không khí, nặng hơn không khí 3 lần và nhẹ hơn thủy tinh 1.000 lần), Nó cũng có khả năng cho không khí xuyên qua, chống cháy và có thể thấm cả dầu lẫn nước. Aerogel vừa có thể làm dây dẫn điện vừa có thể trở thành một chất cách điện tốt nhất từ trước tới nay khi được pha trộn với một số vật liệu khác.

## Hiệu ứng Knudsen
Aerogels có thể có một độ dẫn nhiệt thấp hơn cả chất khí mà nó chứa. Nguyên nhân là do hiệu ứng Knudsen gây ra giảm độ dẫn nhiệt trong các chất khí khi kích thước của các khoang chứa khí xấp xỉ với quãng đường tự do. Khoang chứa khí hạn chế sự chuyển động của các phân tử chất khí, làm giảm độ dẫn nhiệt, thêm vào đó còn loại bỏ sự đối lưu. Ví dụ, độ dẫn nhiệt của không khí vào khoảng 25 mW/m·K ở nhiệt độ và áp suất tiêu chuẩn và trong một vật chứa lớn, nhưng nó giảm xuống còn khoảng 5 mW/m·K khi chứa trong một lỗ có đường kính 30 nanomet.